# Tennis Elbow (jogo eletrônico)
Tennis Elbow é uma série de jogos eletrônicos de tênis, desenvolvida pela produtora francesa Mana Games. O primeiro Tennis Elbow (Tennis Elbow 1) foi lançado em 1996. A versão atual do jogo é o Tennis Elbow 2013, atualizada constantemente desde seu lançamento em 2013, disponível para as plataformas Windows, Linux e MacOS.
O jogo é focado em simulação e normalmente elogiado pela experiência realística dos ralis e situações de jogo.
A versão 2013 do jogo foi lançada no Steam Greenlight em janeiro de 2013 e aceita na loja em março de 2015. O jogo recebe atualizações constantes, sendo a última versão (1.0j) lançada em Setembro de 2017. O proxímo jogo da série, Tennis Elbow 4 está em desenvolvimento e uma versão beta está planejada para 2018.